# Amata catena
Amata catena är en fjärilsart som beskrevs av Adalbert Seitz. Amata catena ingår i släktet Amata och familjen björnspinnare. Inga underarter finns listade i Catalogue of Life.